# Aphelinus paramali
Aphelinus paramali är en stekelart som beskrevs av Zehavi och Rosen 1989. Aphelinus paramali ingår i släktet Aphelinus och familjen växtlussteklar.
Artens utbredningsområde är:
- Angola.
- Egypten.
- Israel.

Inga underarter finns listade i Catalogue of Life.